# Championnat de France de basket-ball 1941-1942
Navigation
Saison précédente Saison suivante
La saison 1941-1942 du championnat de France de basket-ball Excellence est la 20e édition du championnat de France masculin de basket-ball.
Le US Métro conserve son titre en remportant le championnat.

## Présentation
Le format de compétition est une compétition inter-clubs par zones.
On parle de zone occupée et de zone non occupée avec des finales inter-zones disputées suivi d'une grande finale.

## Phase finale

### Championnat Zone non occupée
Demi-finale
- Saint-Charles d’Alfortville Paris université club
- US Métro Championnet Sports

Finale
- US Métro 40 – 22 Saint-Charles d’Alfortville

### Championnat Zone occupée
Demi-finale
- AS Monaco 26 – 24 AS Montferrand
- Toulouse UC 27 – 22 FC Lyon

Finale
- Toulouse UC 24 – 23(P) AS Monaco

### Finale du championnat
| Date de la finale | Vainqueur | Score   | Finaliste   | Lieu de la finale                |
| ----------------- | --------- | ------- | ----------- | -------------------------------- |
| 24 mai 1942       | US Métro  | 36 – 14 | Toulouse UC | Stade Pierre-de-Coubertin, Paris |